# ジョン・チャンセジョール
- ジョン・チャンセロール

ジョン・カルロス・チャンセジョール・セデーニョ  (Jhon Carlos Chancellor Cedeño 1992年1月2日 - )は、ベネズエラ・ボリバル州シウダーグアヤナ出身のプロサッカー選手。サッカーベネズエラ代表。ブラジル・カンピオナート・ブラジレイロ・セリエAのコリチーバFCに所属している。ポジションはDF。

## 来歴
2010年にプリメーラ・ディビシオン・デ・ベネズエラのミネロス・デ・グアヤナでプロデビュー。以降2016年シーズンまで国内各チームでプレーした。
2017年シーズンはエクアドル・セリエAのデルフィンSCでプレー。38試合3得点を記録し、リーグ2位躍進に貢献した。
2018年1月10日、ロシア・プレミアリーグのFCアンジ・マハチカラと2年契約を結んだ。
2019年7月21日、ブレシア・カルチョと契約。12月14日のUSレッチェ戦で、セリエA初ゴールを決めた。
2022年2月28日、ザグウェンビェ・ルビンに移籍した。

## ベネズエラ代表
2011年にU-20のベネズエラ代表に招集。2017年にフル代表デビューを果たした。